# Vertigo paradoxa
Vertigo paradoxa é uma espécie de gastrópode da família Vertiginidae.
Pode ser encontrada nos seguintes países: Canadá e nos Estados Unidos da América.